# Coraciiformes
Ordre
L'ordre des Coraciiformes comprend 6 familles actuelles d'oiseaux.

## Étymologie
Coraciiformes est construit à partir d'un terme grec ancien, Κόραξ (Kórax) signifiant corbeau en grec et forme de même sens qu'en français. Ce terme désigne donc des oiseaux qui ressemblent aux corbeaux. Ils sont syndactyles.

## Systématique
Depuis les travaux de Sibley, Ahlquist et Monroe (début des années 1990) la systématique de cet ordre a été partiellement remaniée car il s'est révélé polyphylétique.
Dans la classification de référence du Congrès ornithologique international, plusieurs familles traditionnellement placés dans cet ordre en ont été séparés. Les Bucerotidae, Bucorvidae, Upupidae et Phoeniculidae ont été placés dans leur propre ordre. Le Courol vouroudriou a lui aussi été séparé et placé dans son propre ordre, les Leptosomiformes.

### Liste des familles
D'après la classification de référence (version 5.1, 2015) du Congrès ornithologique international (ordre phylogénique) :
- Coraciidae : rolliers, rolles  (12 espèces)
- Brachypteraciidae : brachyptérolles (5 espèces)
- Alcedinidae : martins-pêcheurs et martins-chasseurs (95 espèces)
- Todidae : todiers (5 espèces)
- Momotidae : motmots (10 espèces)
- Meropidae : guêpiers (26 espèces)

## Note
1. ↑  R.O. Prum, J.S. Berv, A. Dornburg, D.J. Field, J.P. Townsend, E.M. Lemmon et A.R. Lemmon, « A comprehensive phylogeny of birds (Aves) using targeted next-generation DNA sequencing », Nature, vol. 526,‎ 2015, p. 569–573 (DOI 10.1038/nature15697 )